# Walker Evans
Walker Evans (3 de novembre de 1903 - 10 d'abril de 1975) va ser un fotògraf i fotoperiodista nord-americà, conegut per les seves imatges realistes d'escenes rurals i quotidianes durant la Gran depressió de 1930. Va col·laborar amb altres mitjans de premsa, especialment amb les revistes Time i Fortune.
Les seves fotos van destacar per la seva humanitat i realisme i les imatges dels parcers a Alabama, com les de Dorothea Lange es troben entre les icòniques del món modern. Evans trobava la bellesa en els objectes banals i quotidians i el seu objectiu com a fotògraf era produir fotografies intel·ligents, autoritatives i transcendentals.

## Biografia
Evans va néixer el 1903 a San Luis (Missouri), en una família de classe mitjana: el seu pare treballava a una agència publicitària. Va passar la seva joventut a diverses ciutats de l'est dels Estats Units, com Chicago i Nova York. Després de graduar-se en literatura a la Phillips Academy a Andover (Massachusetts), va estudiar literatura francesa durant un any al Williams College entre 1922 i 1923. Tot i haver deixat els seus estudis, va continuar el seu interès per la literatura de tal manera que la seva primera ambició va ser esdevenir escriptor. Per un temps va treballar com a auxiliar nocturn a la sala de mapes de la biblioteca pública de la ciutat, fins que la seva inquietud literària el va portar a somiar amb el pelegrinatge obligat de tot intel·lectual en la dècada de 1920: viure a París. El 1926 es va inscriure a la Sorbona per prosseguir amb els seus estudis en matèria de literatura i idiomes, amb el propòsit d'esdevenir escriptor.
El 1928, mentre vivia a Ossining a l'estat de Nova York, es va interessar pel món de la fotografia com a mitjà per captar la realitat quotidiana per les seves similituds amb la poesia. S'inspirava en fotògrafs com Eugène Atget i August Sander. Utilitzava una càmera de 6x12, que va substituir al cap de poc temps per una de 15x20, amb la qual va recórrer algunes ciutats dels Estats Units al costat de l'intel·lectual i mecenes Lincoln Kirstein. El novel·lista John Cheever i el poeta Hart Crane també van ser part del grup d'artistes i escriptors amb els quals va conviure a Nova York. De 1927 a 1929, va treballar com a oficinista a una signatura comissionista de borsa a Wall Street.
El 1930, va publicar tres fotografies del Pont de Brooklyn al llibre de poesia del seu amic Hart Crane, titulat The Bridge (El pont). Un any després, un altre dels seus amics, Lincoln Kirstein li va comissionar una sèrie de fotografies de cases victorianes a l'àrea de Boston.
Evans va passar els mesos de maig i juny de 1933 a Cuba, on va dur a terme una sèrie de fotografies que van servir per il·lustrar l'obra The Crime of Cuba (El crim de Cuba), un llibre del periodista Carleton Beals en què es denunciava la situació de l'illa durant el mandat de Gerardo Machado i Morales. Durant el seu temps a Cuba, es reunia a beure cada nit amb Ernest Hemingway, amb qui va formar tal amistat que va arribar a prestar-li diners per allargar la seva estada unes setmanes. A través de les seves fotografies va documentar la vida de carrer, la presència policial, almoiners i estibadors en condicions deplorables i escenes costaneres. També va ajudar Hemingway a adquirir fotografies d'arxius periodístics que documentaven la violència política que després descriu al seu llibre, To Have and Have Not (Tenir i no tenir) (1937). Abans de marxar, amb por que les autoritats cubanes confisquessin les seves fotografies per considerar-les crítiques al govern, Evans va decidir deixar-ne 46 amb Hemingway. Llavors va tornar als Estats Units, on es va publicar el llibre de Beals amb 31 de les seves fotografies. No va ser fins al 2002 que es van descobrir i exhibir les fotografies que havia deixat amb Hemingway a la Habana.

## Obra

### Durant la Gran depressió
Durant l'any 1935, a mitjan Gran depressió, Evans va treballar per a les noves agències governamentals als Estats Units. Va començar amb un projecte de dos mesos als estats de Virgínia Occidental i Pennsilvània per a la Resettlement Administration (RA), l'agència per a la reubicació d'aquells sense habitatge a comunitats planejades pel govern. Va continuar treballant per a la Farm Security Administration (FSA), l'agència successora de la RA que tenia com a objectiu combatre la pobresa a les zones rurals del país, especialment als estats del sud.
En l'estiu de 1936, encara treballant per a l'agència, ell i l'escriptor James Agee van ser assignats al Comtat de Hale a Alabama per realitzar un projecte per a la revista Fortune, qui després va decidir no publicar-lo. El 1941, es va publicar l'innovador llibre Let Us Now Praise Famous Men amb fotografies d'Evans i escrits d'Agee. Hi relaten llur estada amb tres famílies de parcers de raça blanca al sud d'Alabama durant la Gran depressió, retraten una imatge profundament commovedora de la pobresa rural. El llibre transmet una poètica però freda interpretació de la visió dels parcers de sud, ricament documentada amb fotografies i textos. Crítiques al llibre ressalten el contrast entre la prosa d'Agee que expressa enuig, angoixa i patiment, i les fotografies d'Evans que reflecteixen serenitat i bellesa en retratar els camperols.
Les tres famílies, encapçalades per Bud Fields, Floyd Burroughs i Frank Tingle, van viure a la localitat d'Akron a l'estat d'Alabama al Comtat de Hale. Els hisendats i ocupadors de les famílies els van informar que Evans i Agee eren «agents soviètics», tot i que Allie Mae Burroughs, esposa de Floyd Burroghs, va comptar en entrevistes posteriors haver descartat aquesta informació en aquell moment. Les fotografies d'Evans van convertir les famílies en icones de la pobresa i la desgràcia dels anys de depressió. El setembre de 2005, la revista Fortune va tornar al Comtat de Hale per visitar els descendents de les tres famílies per a la seva edició del 75 aniversari. Charles Burroughs, que tenia quatre anys al moment de la visita d'Evans i Agee, va expressar estar molest amb ells per no haver-li enviat si més no una còpia del llibre a la seva família i per haver-los mostrat com a persones ignorants, condemnes i sense possibilitat de superar-se.
Evans va continuar treballant per a l'agència governamental FSA fins a 1938, quan es va realitzar l'exposició Walker Evans: American Photographs al Museum of Modern Art (MoMA), la primera exposició monogràfica sobre fotos arquitectòniques i la primera dedicada a la feina d'un sol fotògraf. El catàleg de l'exposició va incloure un assaig de Lincoln Kirstein, amb qui Evans va formar una amistat en arribar a Nova York.
Aquest mateix any, Evans va prendre les seves primeres fotografies al metro de Nova York amb una càmera que ocultava sota el seu abric. Es van publicar fins a 1966 al seu llibre, Many are Called (Molts són criats). En els anys 1938 i 1939, Evans va ser mentor de la reconeguda fotògrafa Helen Levitt.
Evans, com molts altres fotògrafs, incloent-hi Henri Cartier-Bresson, rarament passava temps a la cambra fosca revelant fotografies dels seus negatius, sinó que només supervisava el procés en la majoria dels casos, de vegades anotant indicacions en els mateixos negatius.
El 1940, va obtenir una beca de la Fundació John Simon Guggenheim.

### Obra posterior
Evans va ser un dedicat lector i escriptor. El 1945, es va incorporar com a escriptor a la revista Time. Poc temps després, va esdevenir editor per a la revista Fortune i hi va romandre fins a 1965. Entre 1945 i 1965, com a editor de Fortune, va dur a terme assajos fotogràfics sobre diferents temes. Entre ells: El metro de Nova York, Ciutats fantasmes de l'oest americà i Esglésies antigues.
Des de 1965 fins a la seva mort, el 1975, va exercir com a professor de fotografia a l'escola d'art de la Universitat Yale, on va obtenir una càtedra.
Un dels seus últims projectes, publicat el 1968, va ser una col·lecció de fotos en blanc i negre d'un banc privat nord-americà, dels més grans i antics, Brown Brothers Harriman & Co. En els anys 1973 i 1974, va prendre una extensa sèrie de fotos usant la nova càmera de moment, la Polaroid SX-70. La seva edat avançada i la seva fràgil salut li van impedir treballar amb equip fotogràfic més elaborat.
La primera retrospectiva de la seva obra es va presentar al MoMA a Nova York a principi de 1971. Tal com expressa el comunicat de premsa emès pel museu, «individualment les seves fotografies evoquen un sentit indiscutible d'un cert lloc, però de manera col·lectiva evoquen un sentit del que són els Estats Units». L'exposició es va anomenar simplement Walker Evans i la selecció va ser feta pel també fotògraf, John Szarkowski.

## Llegat
Evans va morir a casa de New Haven a l'estat de Connecticut el 1975 a causa d'una hemorràgia cerebral.
La seva obra va ser adquirida pel Museu Metropolità d'Art el 1994, quan els hereus de la seva obra, van lliurar les seves participacions. Tots els drets corresponen, per tant, a l'MET, excepte les fotos que va realitzar per a la Resettlement Administration i la Farm Security Administration, uns 1000 negatius, que conserva la Biblioteca del Congrés. Aquesta part de la seva obra és de domini públic. Finalment, va deixar totes les seves possessions als seus fills adoptats.
L'any 2000, Evans va ser reconegut com a part del St. Louis Walk of Fame (El passeig de la fama de Sant Lluís).

## Col·lecció
- Institut d'Art de Chicago, Chicago, IL
- Museu George Eastman, Rochester, NY
- Museu J. Paul Getty, Los Angeles, CA
- Museu Metropolità d'Art (MET), Nueva York, NY

## Exposició
- 2009 - Madrid. Retrospectiva. Fundació Mapfre 15 de gener fins al 22 de març de 2009